# Torneo Apertura 2020 Femenino (Guatemala)
El Torneo Apertura 2020 fue el torneo que dio inicio a la Temporada 2020-21 de la Liga Nacional de Fútbol Femenino de Guatemala.
El torneo posee la denominación de "Héroes Nacionales" en honor a los trabajadores sanitarios durante la pandemia de COVID-19.

## Sistema de competición
El torneo se divide en dos partes:
- Fase de clasificación: Formado por los 36 partidos en las 6 jornadas disputadas.
- Fase final: Cuartos de final, semifinales y final.

### Fase de clasificación
Los 12 equipos divididos en 3 grupos de 4 participantes jugarán una ronda clasificatoria de todos contra todos en visita recíproca entre su grupo, terminando en 6 fechas totales de 2 partidos cada una para los grupos, sumando un total de 36 partidos clasificatorios. Se utiliza un sistema de puntos, que se presenta así:
- Por victoria, se obtendrán 3 puntos.
- Por empate, se obtendrá 1 punto.
- Por derrota no se obtendrán puntos.

Al finalizar las 6 jornadas totales, la tabla se ordenará con base en los clubes que hayan obtenido la mayoría de puntos, en caso de empates, se toman los siguientes criterios:
1. Puntos
2. Puntos obtenidos entre los equipos empatados
3. Diferencial de goles
4. Goles anotados
5. Goles anotados en condición visitante.

### Fase final
Al final de la fase de clasificación, ocho equipos pasarán a la siguiente ronda según una tabla acumulada
.
Una vez determinados los clasificados, se recurrirá a la tabla general para realizar los enfrentamientos, de la siguiente forma:
1° vs 8° 4° vs 5° 3° vs 6° 2° vs 7°
Los clubes vencedores en los partidos de cuartos de final y semifinales serán aquellos que en los dos juegos anoten el mayor número de goles. De existir empate en el número de goles anotados, la posición se definirá a favor del club con mayor cantidad de goles a favor cuando actúe como visitante.
Si una vez aplicado el criterio anterior los clubes siguieran empatados, se observará la posición de los clubes en la tabla general de clasificación.
Los ganadores de las semifinales se enfrentarán en la Gran Final, disputándose a ida y vuelta, el mejor clasificado entre los finalistas jugará el último partido en su estadio.

## Equipos participantes
| Grupo 1     | Grupo 1                          | Grupo 2       | Grupo 2                        | Grupo 3        | Grupo 3             |
| Equipo      | Ciudad                           | Equipo        | Ciudad                         | Equipo         | Ciudad              |
| ----------- | -------------------------------- | ------------- | ------------------------------ | -------------- | ------------------- |
| Chimaltecas | Chimaltenango, Chimaltenango     | Ciudad Vieja  | Ciudad Vieja, Sacatepéquez     | Aurora         | Ciudad de Guatemala |
| Concepción  | Concepción Las Minas, Chiquimula | Malacateco    | Malacatán, San Marcos          | Comunicaciones | Ciudad de Guatemala |
| UNIFUT      | Ciudad de Guatemala              | Suchitepéquez | Mazatenango, Suchitepéquez     | Muniguate      | Ciudad de Guatemala |
| El Estor    | El Estor, Izabal                 | Xelafem       | Quetzaltenango, Quetzaltenango | Pares          | Ciudad de Guatemala |

## Clasificación

### Grupo 1
|                                              | Pos. | Equipos     | PJ | PG | PE | PP | GF | GC | Dif. | PTS | Clasificación    |
| -------------------------------------------- | ---- | ----------- | -- | -- | -- | -- | -- | -- | ---- | --- | ---------------- |
|                                              | 1º   | UNIFUT      | 6  | 6  | 0  | 0  | 33 | 1  | +32  | 18  | Cuartos de final |
|                                              | 2º   | Chimaltecas | 6  | 2  | 1  | 3  | 9  | 22 | -13  | 7   | Cuartos de final |
|                                              | 3º   | Concepción  | 6  | 2  | 0  | 3  | 11 | 14 | -3   | 6   |                  |
|                                              | 4º   | El Estor    | 6  | 0  | 1  | 4  | 1  | 17 | -16  | 1   |                  |
| Última actualización: 6 de diciembre de 2020 |      |             |    |    |    |    |    |    |      |     |                  |

#### Partidos
|     | UNF    | CON   | CHM   | EST   |
| --- | ------ | ----- | ----- | ----- |
| UNF | 5 - 1  |       |       | 7 - 0 |
| CON | 0 - 3  |       | 4 - 3 | 5 - 0 |
| CHM | 0 - 10 | 3 - 1 |       | 1 - 1 |
| EST | 0 - 2  |       | 0 - 2 |       |

### Grupo 2
|                                              | Pos. | Equipos       | PJ | PG | PE | PP | GF | GC | Dif. | PTS | Clasificación    |
| -------------------------------------------- | ---- | ------------- | -- | -- | -- | -- | -- | -- | ---- | --- | ---------------- |
|                                              | 1º   | Xelafem       | 6  | 6  | 0  | 0  | 37 | 3  | +34  | 18  | Cuartos de final |
|                                              | 2º   | Malacateco    | 6  | 2  | 1  | 3  | 12 | 23 | -11  | 7   | Cuartos de final |
|                                              | 3º   | Suchitepéquez | 6  | 1  | 2  | 3  | 9  | 20 | -11  | 5   |                  |
|                                              | 4º   | Ciudad Vieja  | 6  | 1  | 1  | 4  | 5  | 17 | -12  | 4   |                  |
| Última actualización: 6 de diciembre de 2020 |      |               |    |    |    |    |    |    |      |     |                  |

#### Partidos
|     | XEL   | CDV   | MAL   | SUC   |
| --- | ----- | ----- | ----- | ----- |
| XEL |       | 2 - 0 | 9 - 0 |       |
| CDV |       |       |       | 2 - 1 |
| MAL | 2 - 6 | 5 - 3 |       | 1 - 0 |
| SUC | 0 - 7 | 1 - 0 |       |       |

### Grupo 3
|                                              | Pos. | Equipos        | PJ | PG | PE | PP | GF | GC | Dif. | PTS | Clasificación    |
| -------------------------------------------- | ---- | -------------- | -- | -- | -- | -- | -- | -- | ---- | --- | ---------------- |
|                                              | 1º   | Comunicaciones | 6  | 5  | 0  | 1  | 17 | 3  | +14  | 15  | Cuartos de final |
|                                              | 2º   | Aurora         | 6  | 3  | 1  | 2  | 9  | 13 | -4   | 10  | Cuartos de final |
|                                              | 3º   | Muniguate      | 6  | 3  | 1  | 2  | 9  | 5  | +4   | 10  |                  |
|                                              | 4º   | Pares          | 6  | 0  | 0  | 6  | 1  | 14 | -13  | 0   |                  |
| Última actualización: 6 de diciembre de 2020 |      |                |    |    |    |    |    |    |      |     |                  |

#### Partidos
|     | COM   | AUR   | MGT   | PAR   |
| --- | ----- | ----- | ----- | ----- |
| COM |       | 6 - 1 |       | 4 - 0 |
| AUR | 0 - 3 |       | 3 - 1 | 1 - 0 |
| MGT | 0 - 1 |       |       | 1 - 0 |
| PAR |       |       | 0 - 3 |       |

## Fase final
|  | Cuartos de final | Cuartos de final | Cuartos de final |  |  | Semifinales | Semifinales | Semifinales |  |  | Final | Final | Final |
|  |                  |                  |                  |  |  |             |             |             |  |  |       |       |       |
|  |                  |                  |                  |  |  |             |             |             |  |  |       |       |       |
|  |                  |                  |                  |  |  |             |             |             |  |  |       |       |       |
|  |                  |                  |                  |  |  |             |             |             |  |  |       |       |       |
|  |                  |                  |                  |  |  |             |             |             |  |  |       |       |       |
|  |                  |                  |                  |  |  |             |             |             |  |  |       |       |       |
|  |                  |                  |                  |  |  |             |             |             |  |  |       |       |       |
|  |                  |                  |                  |  |  |             |             |             |  |  |       |       |       |
|  |                  |                  |                  |  |  |             |             |             |  |  |       |       |       |
|  |                  |                  |                  |  |  |             |             |             |  |  |       |       |       |
|  |                  |                  |                  |  |  |             |             |             |  |  |       |       |       |
|  |                  |                  |                  |  |  |             |             |             |  |  |       |       |       |
|  |                  |                  |                  |  |  |             |             |             |  |  |       |       |       |
|  |                  |                  |                  |  |  |             |             |             |  |  |       |       |       |
|  |                  |                  |                  |  |  |             |             |             |  |  |       |       |       |
|  |                  |                  |                  |  |  |             |             |             |  |  |       |       |       |
|  |                  |                  |                  |  |  |             |             |             |  |  |       |       |       |
|  |                  |                  |                  |  |  |             |             |             |  |  |       |       |       |
|  |                  |                  |                  |  |  |             |             |             |  |  |       |       |       |
|  |                  |                  |                  |  |  |             |             |             |  |  |       |       |       |